# ستيفن غراهام
ستيفن غراهام (بالإنجليزية: Stephen Graham)‏ هو ممثل بريطاني، ولد في 3 أغسطس 1973 في المملكة المتحدة.

## أعمال

### أفلام
- (2000) سناتش[8]
- (2002) عصابات نيويورك[9][10][11]
- (2006) هذه هي إنجلترا[12][13]
- (2009) أعداء الشعب[14][15]
- (2010) لندن بولفار[16]
- (2011) تكساس كيلينغ فيلدز
- (2011) حصان حرب[17]
- (2011) سمكري خياط جندي جاسوس
- (2011)  في بحار غريبة
- (2011) موسم الساحرة[18]
- (2017)  الرجال الأموات لا يحكون حكايات[19]
- (2019) الأيرلندي
- (2019) هلبوي

### مسلسلات
- تابو
- إمبراطورية الممر

## ترشيحات
- جائزة الأكاديمية البريطانية للتلفاز عن فئة أفضل ممثل [الإنجليزية]‏ (2016)

## وصلات خارجية
- ستيفن غراهام على موقع IMDb (الإنجليزية)
- ستيفن غراهام على موقع ألو سيني (الفرنسية)
- ستيفن غراهام على موقع تيرنر كلاسيك موفيز (الإنجليزية)
- ستيفن غراهام على موقع أول موفي (الإنجليزية)
- ستيفن غراهام على موقع قاعدة بيانات برودواي على الإنترنت (الإنجليزية)
- ستيفن غراهام على موقع قاعدة بيانات الأفلام السويدية (السويدية)
- ستيفن غراهام على موقع قاعدة بيانات الفيلم (الإنجليزية)
- ستيفن غراهام على موقع كينوبويسك (الروسية)